# Karin Witte
Karin Witte (* 1939 in Hamburg) ist eine deutsche Zeichnerin, Malerin und Grafikerin.

## Leben
Karin Witte studierte 12 Semester an der Hochschule für bildende Künste Hamburg Stoffentwurf, Malerei, Zeichnung und Radiertechnik.
1974 erhielt sie den Edwin-Scharff-Preis. In den Jahren 1978 bis 1987 war sie als Lehrbeauftragte an der Fachhochschule Hamburg im Bereich Gestaltung tätig. 1981 eröffnete sie ihre private Malschule in Hamburg. Ein Jahr später wurde Karin Witte in die Freie Akademie der Künste Hamburg aufgenommen.
Zu ihrem 80. Geburtstag widmete ihr das Kloster Cismar vom 14. April bis zum 20. Oktober 2019 eine große Ausstellung unter dem Titel: Manchmal wie tanzen.
In der Ankündigung dazu hieß es: Die Arbeiten von Karin Witte gleichen einer Reise in die individuelle Wahrnehmung der Hamburger Künstlerin. Ihr Blick auf die Welt ist spontan, ihre Beobachtung wird durch Unerwartetes angespornt und ist zuweilen unerwartet. In ihren Gemälden pendelt Karin Witte zwischen Figuration und Abstraktion. Ihre Arbeitsweise bewegt sich zwischen Spontaneität und Kalkül und ist manchmal wie Tanzen.
Karin Wittes Arbeiten befinden sich in privaten und öffentlichen Sammlungen: Kulturbehörde der Freien und Hansestadt Hamburg, Kultusministerium des Landes Schleswig-Holstein Kiel, Museum für Kunst und Kulturgeschichte der Hansestadt Lübeck Museumsquartier St. Annen, Hamburger Kunsthalle, Staatliche Kunstsammlung Dresden (Kupferstich-Kabinett), Sammlung Hapag-Lloyd AG Hamburg.
Karin Witte lebt und arbeitet in Hamburg.

## Rezeption
„Karin Witte hat sich ihre eigene Bildwelt geschaffen, eine Formensprache aus Figurationen und Zeichen, die ihre Berechtigung in sich selbst tragen. Dabei hat die Malerin gewisse Formverdichtungen und Zeichen gefunden, die über einen längeren Zeitraum immer wieder bearbeitet werden und dadurch häufig in ihren Motiven wiederkehren.“

„Sie überschatten, überlagern und verrätseln einander: Ebenen und Schichten spielen eine wichtige Rolle in dem nur scheinbar abstrakten Werk der Hamburger Künstlerin Karin Witte.“

## Beiträge im Fernsehen
- 1985: NDR, N3 kultur aktuell
- 1995: NDR, N3 Hamburg Journal
- 1995: NDR, N3 Kunststreifzüge
- 1996: ZDF, Kulturzeit
- 1997: NDR, N3 Hamburg Journal
- 2001: RTL, Guten Abend RTL

## Kataloge (Auswahl)
- 1991: Karin Witte, Museum für Kunst und Kulturgeschichte der Hansestadt Lübeck, St. Annen-Museum
- 2004: Karin Witte, Bilder aus vier Jahrzehnten, Verlag Atelier im Bauernhof, ISBN 3-88-132262-0

## Einzelausstellungen (Auswahl)
- 1971 Kunsthaus Hamburg
- 1973 Galerie Hauptmann, Hamburg
- 1974 Galerie des Philosophes, Genf
- 1975 Kunsthaus Hamburg (Edwin-Scharff-Preis)
- 1975 Hamburgische Landesvertretung, Bonn
- 1977 Galerie Hauptmann, Hamburg
- 1981 Kunsthalle Bremen
- 1982 Galerie Hauptmann, Hamburg
- 1983 Freie Akademie der Künste, Hamburg
- 1985 Galerie Hauptmann, Hamburg
- 1985 Galerie Rolf Ohse, Bremen
- 1988 Freie Akademie der Künste, Hamburg
- 1988 Galerie Walther, Düsseldorf
- 1991 Museum für Kunst und Kulturgeschichte der Hansestadt Lübeck, St. Annen-Museum
- 1991 Städtische Galerie Peschkenhaus, Moers
- 1992 B·A·T Kunst Foyer, Hamburg
- 1993 Landesmuseum Oldenburg
- 1994 galerie tammen & busch, Berlin
- 1995 Kampnagel Halle K3, Hamburg
- 1996 Galerie Jesse, Bielefeld
- 1997 Galerie Trost, Lippstadt
- 1997 Galerie Hauptmann, Hamburg
- 1999 Richard Haizmann-Museum, Niebüll
- 1999 Galerie im Park, Bremen
- 2000 Kunstverein Elmshorn
- 2002 galerie tammen & busch, Berlin
- 2005 Galerie Herold, Hamburg
- 2005 Freie Akademie der Künste, Hamburg
- 2007 Landesmuseum Schloss Gottorf, Schleswig
- 2008 Galerie Christian Zwang, Hamburg
- 2012 Schloss vor Husum, Husum
- 2018 Freie Akademie der Künste Hamburg

## Ausstellungsbeteiligungen (Auswahl)
- 1974 Grafik aus Hamburg, B·A·T-Haus, Hamburg
- 1977 Städtische Galerie Schwarzes Kloster, Freiburg
- 1979 10 Jahre Galerie Hauptmann, Hamburg
- 1981 13 plus 8, Kunsthaus Hamburg
- 1981 Zeichnungen aus Hamburg, Haus des Künstlers, Leningrad
- 1982 Zeichnungen aus Hamburg, Hamburgische Landesvertretung, Bonn
- 1985 Selbst, Kunsthaus Hamburg
- 1987 Herzschlag, Kunsthaus Hamburg
- 1987/88 Landesschau Schleswig-Holstein, Kunsthalle zu Kiel, ebenso 1991 und 1993
- 1988 Kunst aus deutschen Bundesländern, E. G. Brüssel
- 1989 7 x 7, Brunswiker Pavillon, Kiel
- 1989 20 Jahre Galerie Hauptmann, Hamburg
- 1990 Kleines Format, Freie Akademie der Künste, Hamburg
- 1993 das kleine format, galerie tammen & busch, Berlin
- 1993 Tierbilder IV, Brunswiker Pavillon, Kiel
- 1994 Getrennt - Vereint, Stadtgeschichtliches Museum Leipzig
- 1994 Freie Akademie der Künste, Hamburg
- 1995 Nordwestkunst-Zeichnungen, Kunsthalle Wilhelmshaven
- 1996 Kunststreifzüge, Kunsthaus Hamburg
- 1996 Handzeichnungen, Galerie Hauptmann, Hamburg
- 1996/97 Der Kopf / Figur, Künstlerbund Steinburg, Glückstadt/Elbe
- 1997 Zeichnungen, Freie Akademie der Künste, Hamburg
- 1997 Gestische Malerei - Sonderausstellung innerhalb der großen Kunstausstellung - Haus der Kunst, München
- 1997 NordwestKunst 97 - Druckgraphik & Kleinplastik - Kunsthalle Wilhelmshaven
- 1998 Vom Besten das Meiste, Schleswig-Holsteinisches Landesmuseum Schloss Gottorf, Schleswig
- 1999 Vision 2000, Vorpal Gallery, San Francisco, USA
- 2000 50 Jahre Freie Akademie der Künste, Hamburg
- 2001 Horizonte, Perspektiven, Museum für Hamburgische Geschichte, Hamburg
- 2002 Vom Künstlerclub zur Moderne, Galerie Herold, Hamburg
- 2003 Moderne Zeiten, Galerie Herold, Hamburg
- 2003 Nordkunst, Nordfriesisches Museum, Ludwig-Nissen-Haus, Husum
- 2003/04 Nordkunst, Sønderjyllands Kunstmuseum, Tønder/DK Kulturforum Burgkloster zu Lübeck, Lübeck
- 2003/04 25 Jahre Galerie Herold, Hamburg
- 2010 Aus der Sammlung Michael Hauptmann, galerie renate kammer, Hamburg

## Bibliografie (Auswahl)
- Junge Hamburger Künstler – Karin Witte. Ausst.-Kat. Kunsthaus Hamburg, Hamburg 1970
- Karin Witte, Ausst.-Kat., Kunsthalle Bremen, Beitrag von Thomas Werner, Bremen 1971
- Graphik aus Hamburg, 52. B·A·T-Ausstellung, Hamburg 1974, Abb. Nr. 86
- Karin Witte, Ausst.-Kat. Zur Verleihung des Edwin-Scharff-Preises der Freien und Hansestadt Hamburg, Beitrag von Heinz Spielmann, Hamburg 1975
- Heinz Spielmann, Karin Witte, sowie ein Text der Künstlerin über sich selbst, in: Collage, Zeitschrift für Literatur und Graphik, 1. Jg., Heft 3/1975
- Heinz Spielmann, Karin Witte – Zeichnungen und Druckgraphik, in: Graphische Kunst, Heft 7/2. Heft 1976
- Propyläen. Gesamt.-Kat. der Graphiken, Skulpturen, Kunst- und Bildbände, Berlin 1980
- René Drommert, In Lichtwarks Mühle auf Meiers Boot, in: Merian, Heft 8/34, Hamburg 1981, S. 88–92
- Zeichnungen aus Hamburg, Haus des Künstlers Leningrad, Hamburg 1981, Abb. Nr. 67
- 13 plus 8, Künstler und Schriftsteller aus Hamburg, Kunsthaus Hamburg, Hamburg 1981, S. 66–69
- Kunst für Europa, Deutsche Kunst heute, Brüssel 1988, S. 134–135
- Hartmut Winde, Im gelben Kleid. Bild und Gottesdienst, in: Arbeitsbuch Gottesdienst, Hamburg 1990
- Kulturstiftung Kreis Rendsburg-Eckernförde, Altenhof Kuhhaus, Ausstellung der Freien Akademie der Künste, Rendsburg 1991, S. 72–75
- Susanne Peters-Schildgen, Zwischen Zufall und Planung, mit einem Vorwort von Gerhard Gerkens, in: Ausst.-Kat. Karin Witte, Museum für Kunst und Kulturgeschichte der Hansestadt Lübeck, Lübeck 1991
- Hartmut Winde, Die Elenden sehen es und freuen sich, in: Kunst und Sakrament, 10 Jahre Konfrontation in der Hamburger Gnadenkirche. Eine Dokumentation 1981–1991, Hamburg 1991
- 20 Jahre Städtische Galerie Peschkenhaus Moers, Übersicht 1972–1992, Moers 1992, S. 40–41
- Helmut R. Leppien, Begegnungen, mit einer Einführung von Peter Reindl, in: Ausst.-Kat. Karin Witte, Landesmuseum Oldenburg, Oldenburg 1993. – Wieder abgedruckt in: Punkt. Kunst im Nordwesten, Heft 3/93, Bremen 1993
- Getrennt Vereint, Gedok Verband, Malerei Plastik Grafik Objekte, Leipzig 1994, S. 114–115
- Jahrbuch des Schleswig-Holsteinischen Landesmuseums Schloss Gottorf, N. F., Bd. IV 1992/93, Neumünster 1994, S. 175 (Erwerbungsbericht, Heinz Spielmann, Karin Witte, Bild „Wickelkinder I“, 1990)
- Der Hapag-Lloyd-Hof, Publikation über das Gebäude, mit vier Abbildungen von Bildern Karin Wittes sowie Texten von Hajo Schiff und Jens Howoldt, Hamburg 1995
- Karin Witte, Das Bild verwandelt mich, in: Kunststreifzüge, Hamburg 1996
- Karin Witte, Ausst.-Kat., mit einem Beitrag von Jens E. Howoldt, Galerie Hauptmann, Hamburg, Hamburg 1997
- Uwe Haupenthal, Bilder als geistige und vitale Lebensmetapher, in: Ausst.-Kat. Karin Witte, Galerie im Park, XXI, Bremen 1999/2000
- Jahrbuch des Schleswig-Holsteinischen Landesmuseums Schloss Gottorf, N.F. Bd. VI, 1996–98
- Jahrbuch des Schleswig-Holsteinischen Landesmuseums Schloss Gottorf, N.F. Bd. VI, 1996–98, Neumünster 1999, S. 336 (Erwerbungsbericht, Heinz Spielmann, Karin Witte, Zeichnung Schräge, 1997)
- Patricia M. Räbiger, Karin Witte, Bilder und Zeichnungen, in: Punkt. Kunst im Nordwesten, Heft 4/99, Bremen 1999
- Nolde bis Schumacher Ð Kock bis Kumrow. 50 Jahre Freie Akademie der Künste in Hamburg. Zwei Ausstellungen der Sektion Bildende Kunst, Hamburg 2000, S. 236Ð239
- Thorsten Rodiek (Hrsg.), Geschenkt - Gestiftet - Gekauft, Kunst nach 1945, aus den Sammlungen des Museums für Kunst und Kulturgeschichte der Hansestadt Lübeck, Lübeck 2003, S. 252Ð253
- Vom Impressionismus zur Moderne. Ausst.-Kat. Galerie Herold, Hamburg, mit einem Textbeitrag über Karin Witte von Friederike Weimar, Hamburg 2003, S. 169
- Karin Witte, Bilder aus vier Jahrzehnten. Mit einem Werkverzeichnis der Druckgrafik, Fischerhude 2004 (Texte von Heinz Spielmann, Thomas Gädeke und Karin Witte)
- Der neue Rump, Lexikon der bildenden Künstler Hamburgs, Altonas und der näheren Umgebung, Neumünster 2005, S. 499
- Jahrbuch der Stiftung Schleswig-Holsteinische Landesmuseen Schloss Gottorf, N. F., Bd. X 2005–2006, Neumünster 2007, S. 157 (Text Thomas Gädeke, Karin Witte, 10 Radierungen)
- Jahrbuch der Stiftung Schleswig-Holsteinische Landesmuseen Schloss Gottorf, N. F., Bd. XI 2007–2008, Neumünster 2009, S. 129 (Text Magret Schütte, Karin Witte, 2 Acrylglasobjekte o. T., 2006)
- Ausst.-Katalog 2010, galerie renate kammer. Aus der Sammlung Michael Hauptmann, Karin Witte, 9 Abb.
- Jahrbuch der Stiftung Schleswig-Holsteinische Landesmuseen Schloss Gottorf, N. F. Bd. XII 2009/2010, Neumünster 2011, S. 86, 87 (Text Margret Schütte S. 114, 115, Thomas Gädeke, Karin Witte, 14 Arbeiten)
- Karin Witte, Brief an Volkwin Marg, in: Logbuch Volkwin Marg, hrsg. von Hubert Nienhoff, Altenburg 2011, S. 502–503
- Uwe Haupenthal, Imaginative Gegenwärtigkeit des Figürlichen. Anmerkungen zum künstlerischen Schaffen Karin Wittes, in: Karin Witte. Durch Blicke, Ausst.-Kat., Husum 2012

## Nachweise
1. ↑  Katalog Zeichnung auf Papier und Leinwand, Galerie Hauptmann, Hamburg, 1997
2. ↑  Die Welt, 24. April 2019

| Personendaten    | Personendaten                                        |
| ---------------- | ---------------------------------------------------- |
| NAME             | Witte, Karin                                         |
| KURZBESCHREIBUNG | deutsche bildende Künstlerin, Malerin und Grafikerin |
| GEBURTSDATUM     | 1939                                                 |
| GEBURTSORT       | Hamburg                                              |